# Keena Rothhammer
Keena Rothhammer (Little Rock, 26 de fevereiro de 1957) é uma ex-nadadora norte-americana, campeã olímpica.
Com 15 anos de idade, nos Jogos Olímpicos de Munique 1972, ela obteve o ouro nos 800 metros livres e o bronze nos 200 metros livres.
Em 1991, ela foi incluída no International Swimming Hall of Fame.
Foi recordista mundial dos 800 metros livres entre 1972 e 1973, e dos 400 metros livres entre 1973 e 1974.